# Kler
Pour plus de détails, voir Fiche technique et Distribution.
Kler (le Clergé) est un film polonais réalisé par Wojciech Smarzowski, sorti en 2018.

## Synopsis
Le thème est l'institution de l'Église catholique vue de l'intérieur. 
Le film montre des événements dans la curie, dans une paroisse rurale modeste et dans une paroisse située dans une ville de taille moyenne. Il présente « l’hypocrisie de l’Église polonaise » face, entre autres, aux abus sexuels sur mineurs dans l'Église catholique
L'intrigue tourne autour du destin de trois prêtres catholiques.
Le père Lisowski (Jacek Braciak) qui est ouvrier à la curie dans une grande ville.
Il rêve de s'installer au Vatican, mais l'archevêque Mordowicz (Janusz Gajos) est sur le point d'arriver, utilisant son influence politique pour construire le plus grand sanctuaire de Pologne.
Le père Trybus (Robert Więckiewicz) est un prêtre de village en prise aux faiblesses humaines (alcool, amour).
Le père Kukuła (Arkadiusz Jakubik) croit avec ferveur, mais sous l’influence des événements de sa paroisse, perd la foi des fidèles.

## Fiche technique
- Titre : Kler
- Titre original : Kler
- Réalisation : Wojciech Smarzowski
- Scénario : Wojciech Smarzowski et Wojciech Rzehak
- Musique : Mikołaj Trzaska
- Photographie : Tomasz Madejski
- Montage :
- Costumes : Magdalena Rutkiewicz
- Société de production :
- Pays de production :  Pologne
- Format :
- Genre :
- Durée : 133 min.
- Date de sortie : 
  - Pologne : 28 septembre 2018

## Distribution
- Janusz Gajos : l'archevêque Mordowicz
- Jacek Braciak : Père Leszek Lisowski
- Arkadiusz Jakubik : Père Andrzej Kukuła
- Robert Więckiewicz : Père Tadeusz Trybus
- Joanna Kulig : Hanka Tomala (maîtresse de père Trybus)
- Izabela Kuna : professeur d'éthique
- Bartosz Bielenia : Toady
- Adrian Zaremba : Vicaire Jan
- Anna Szymańczyk : Mrozowska

## Distinctions

### Récompenses
- Aigles du cinéma polonais : 
  - Aigle du meilleur acteur: Jacek Braciak

### Nominations
- Aigles du cinéma polonais : 
  - Aigle du meilleur film

## Suite
Une suite en co-production est en projet, avec un budget de 20 millions d'euros et une possible histoire sur le Vatican,,.